# Valle Mosso
Valle Mosso (Valmòss in piemontese) è un municipio del comune di Valdilana, nella provincia di Biella, in Piemonte.
Fino al 31 dicembre 2018 ha costituito un comune autonomo, che confinava con i comuni di Bioglio, Campiglia Cervo, Mosso, Pettinengo, Strona, Trivero, Vallanzengo, Valle San Nicolao e Veglio.

## Geografia fisica
Il territorio del municipio di Valle Mosso ricade per la maggior parte nell'omonima vallata; esso comprende anche un'isola amministrativa montana situata in alta Valsessera dove si trova l'Alpe Isolà e che culmina con la Cima delle Guardie e la Punta del Cravile.
- Classificazione sismica: zona 4 (sismicità molto bassa)[6]

## Storia
Fino al 1929 era diviso in due comuni: Valle Mosso (fino al 1916 Valle Inferiore Mosso), e Croce Mosso, oggi erroneamente scritto Crocemosso. La denominazione di "Valle Inferiore" era dovuta al fatto che fino al XVIII secolo il paese era unito in un unico cantone con "Valle Superiore Mosso" (dal 1938 borgata Sella del comune di Mosso Santa Maria, oggi nel municipio di Mosso).
Borgo natale del medico benefattore Bartolomeo Sella (1776-1861), fondatore della Pia Istituzione Medico Sella, con lo scopo di prevenire la mendicità ai residenti nei comuni dell'ex mandamento di Mosso Santa Maria, ente tuttora operante nella volontà del fondatore.
Dal 1º gennaio 2019 si è fuso con i comuni di Mosso, Soprana e Trivero per dare vita al nuovo comune di Valdilana.

Stemma dell'ex comune

### Simboli
Lo stemma del comune di Valle Mosso era stato concesso con decreto del presidente della Repubblica del 15 ottobre 1962.
Sono simboleggiate le industrie tessili affacciate sulle acque del torrente Strona di Mosso.

## Monumenti e luoghi d'interesse
- Chiesa di Sant'Eusebio

## Patrono
Il patrono è Sant'Eusebio di Vercelli, festeggiato il 2 agosto. La festa del paese si tiene però il penultimo lunedì del mese di luglio.
Dal 2017 gli uffici comunali osservano la chiusura il 2 agosto.

## Società

### Evoluzione demografica
Abitanti censiti

### Etnie e minoranze straniere
Al 31 dicembre 2010 gli stranieri residenti a Valle Mosso erano 393. Le nazionalità più numerose erano:
| Pos. | Cittadinanza         | Popolazione |
| ---- | -------------------- | ----------- |
| 1    | Marocco              | 201         |
| 2    | Bosnia ed Erzegovina | 74          |
| 3    | Romania              | 32          |
| 4    | Sri Lanka            | 26          |
| 5    | Serbia               | 14          |

## Amministrazione

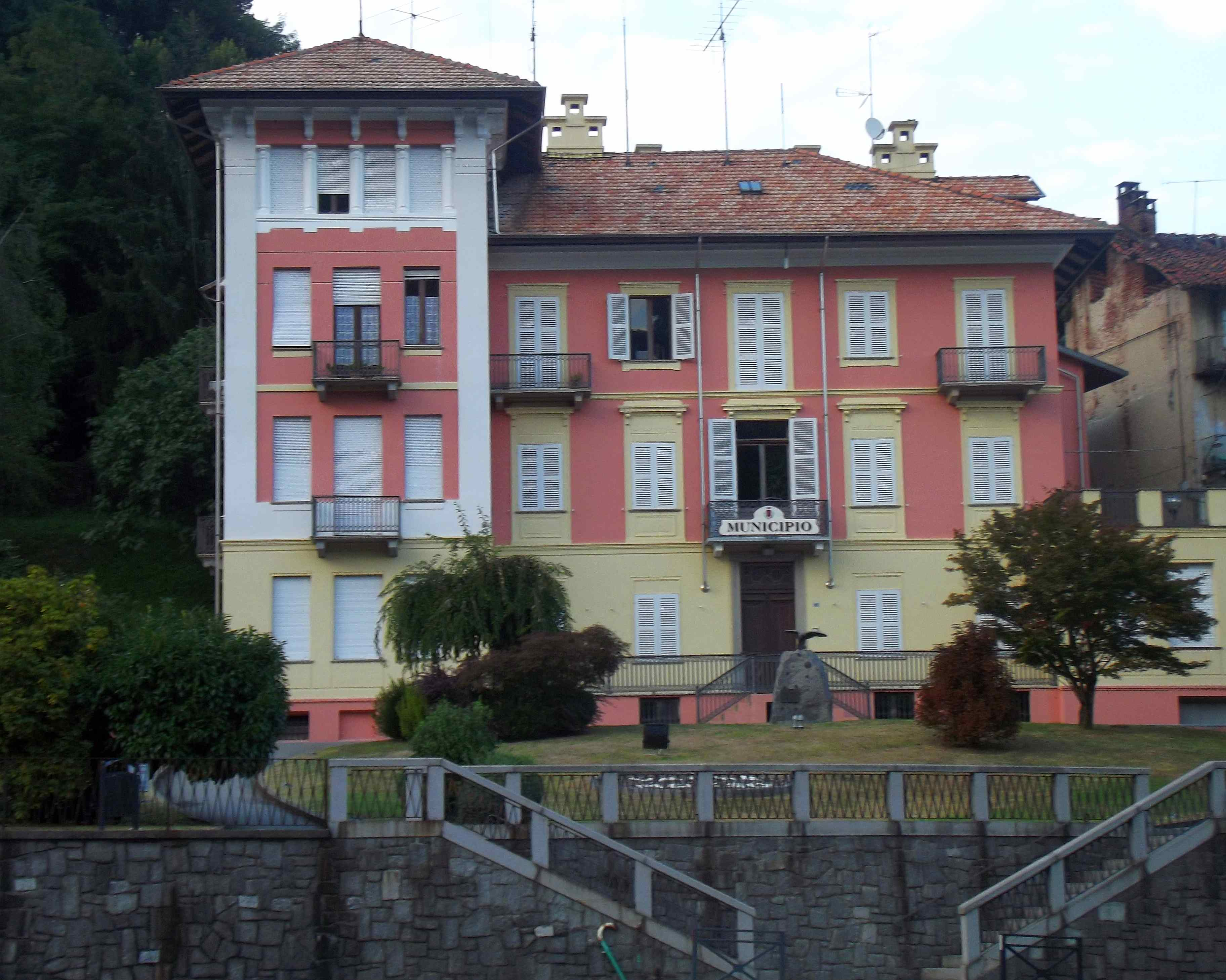
L'ex municipio

| Periodo | Periodo | Primo cittadino | Partito                          | Carica  | Note                                                     |
| ------- | ------- | --------------- | -------------------------------- | ------- | -------------------------------------------------------- |
| 2004    | 2009    | Giuseppe Tallia | lista civica Valle Mosso Insieme | Sindaco |                                                          |
| 2009    | 2014    | Giuseppe Tallia | lista civica Valle Mosso insieme | Sindaco | II mandato                                               |
| 2014    | 2018    | Cristina Sasso  | lista civica Valle Mosso Insieme | Sindaco | Carica cessata per fusione nel nuovo Comune di Valdilana |
|         |         |                 |                                  | Sindaco | Comune cessato                                           |

### Altre informazioni amministrative
Nel 1927 il comune passò dalla provincia di Novara alla ricostituita provincia di Vercelli. Nel 1992 il comune passerà infine alla provincia di Biella.
Il comune faceva parte della Comunità montana Val Sessera, Valle di Mosso e Prealpi Biellesi, mentre fino al 2010 apparteneva alla Comunità montana Valle di Mosso, abolita in seguito all'accorpamento disposto dalla Regione Piemonte nel 2009.

## Economia
Valle Mosso è stata, fin dell'Ottocento, uno dei centri dell'industria tessile del Nord-Italia. Tra i più antichi lanifici attivi nel comune possono essere segnalati il lanificio di Pietro Sella (la Macchina Vecchia, costruito nel 1817), quello del fratello Giovanni Sella (la Macchina Nuova, costituito non molti anni dopo) oppure la Reda, fondata nel 1869 e tuttora in attività.

## Infrastrutture e trasporti
Fra il 1891 e il 1958 Valle Mosso ospitò la principale stazione capolinea della ferrovia Biella-Cossato-Vallemosso.